# 73
سنة 73 م (بالأرقام الرومانية: LXXIII) كانت سنة بسيطة تبدأ يوم الجمعة (الرابط يظهر نموذج الجدول الزمني الكامل للسنة) من التقويم اليولياني. بدأت تسمية السنة ب73 منذ العصور الوسطى المبكرة، عندما أصبح تقويم أنو دوميني هو الأسلوب السائد في أوروبا لتسمية السنوات.

## أحداث
- نهاية حصار متسادا والذي بدأ في 72.
- نهاية الثورة اليهودية الكبرى في 73 والتي بدأت في 66.